# Mistério no Colégio Brasil
Mistério no Colégio Brasil é um filme brasileiro de 1988, do gênero suspense, protagonizado por Othon Bastos, José de Abreu e Beth Goulart, com direção de José Frazão.

## Sinopse
Casal de jovens vai a uma caverna próxima do colégio para um encontro amoroso e encontra um cadáver. Correm para avisar a polícia, mas ao voltar ao local o corpo desapareceu.

## Elenco
- Othon Bastos[1]
- José de Abreu
- Beth Goulart
- Carlos Augusto Strazzer
- Marieta Severo
- Silvia Buarque
- Deborah Evelyn
- Gilda Nery
- Enrique Diaz
- André Barros
- Procópio Mariano
- Daniele Daumerie (também é interprete de uma das músicas do filme[2])
- Paulinho Moska
- Alexandre Akermann
- Katia Bronstein
- Tina Águas
- Clemente Viscaíno
- Beatriz Moreira
- Mônica Fiuza BF